# Przegląd Wojsk Pancernych (1938–1939)
Przegląd Wojsk Pancernych – polski miesięcznik o tematyce wojskowej
W styczniu 1938 r. po rozwiązaniu „Przeglądu Wojskowo-Technicznego” utworzona została redakcja miesięcznika „Przegląd Wojsk Pancernych”. Redaktorem naczelnym był mjr dypl. Antoni Marian Korczyński zaś wydawcą Dowództwo Broni Pancernych Ministerstwa Spraw Wojskowych. Ogółem ukazało się 20 numerów tego pisma.
Honorowy komitet redakcyjny stanowili: gen. dyw. Kazimierz Fabrycy, gen. dyw. Tadeusz Piskor, gen. bryg. Janusz Głuchowski.

## Komitet redakcyjny
| płk dypl. Józef Kapciuk płk dypI. Jan Naspiński ppłk Jan Damasiewicz ppłk dypl. Karol Hodała ppłk dypl. Jan Rzepecki mjr Jan Bartkowski mjr dypl. Juliusz Filipkowski mjr Adam Kubin mjr Aleksander Książek mjr Teodor Zaniewski kpt. dypl. mgr. Wacław Polesiński | płk kaw. Józef Koczwara płk piech. Eugeniusz Wyrwiński płk. dypl. Władysław Dunin-Żuchowski ppłk dypl. Ryszard Koperski mjr dypl. Stanisław Bahrynowski mjr inż. Konstanty Borozdin mjr inż. Rudolf Gundlach mir dypl. Wacław Kobyliński mjr Marian Ruciński kpt. Józef Szymański |